# Alepski bor
Alepski bor (lat. Pinus halepensis) je crnogorična vrsta drveća iz porodice Pinaceae. Karakteristična je za Mediteran, pa tako i za Hrvatsku.

## Izgled
Drvo je visoko do 20 metara. Deblo i grane su često zakrivljene. Krošnja je kuglastopiramidalna, a u starosti se razvija nepravilno.
Kora je sivkasta. U mladosti je glatka, a kasnije crvenosmeđa, izbrazdana.
Korijenov sustav je veoma razgranat i snažan.
Pupovi su izduženo valjkasti, sa slobodnim, tamnim ljuskama, koje su bijelo obrubljene. Pupovi nisu smolasti.
Iglice (četine) su plavičastozelene do svijetlozelene boje. Nalaze se po 2 (rijetko i 3) u čuperku. Duge su 6 do 10 cm, a debele oko 0.7 mm. Nježne su i obrazuju male kitice na vrhu izbojaka.
Cvjetovi su jednospolni. Muški cvjetovi su valjkasti, crvenosmeđe boje. Ženski cvjetovi se javljaju u osnovama ovogodišnjih izbojaka, na dugim drškama.

## Stanište
Raste na vrlo oskudnom tlu. Zbog malih potreba za vodom izdrži čak i najveće suše.

## Nametnici
Najveću štetu alepskom boru čini borov povorkaš ili borov prelac (Thaumetopoea pityocampa), mali i neugledni leptir, čije gusjenice ispredu među granama drveća prepoznatljivo bijelo gnijezdo. Gusjenice se izlegu u rano proljeće i idu u potragu za hranom u karakterističnim dugim kolonama. Njihove dlačice štetne su za ljude i neke životinje, mogu izazvati upalu kože i sluznice, urtikariju i alergijsku reakciju. Leptiri se javljaju sredinom ljeta.

## Vanjske poveznice

### Ostali projekti
|  | Zajednički poslužitelj ima stranicu o temi Pinija    |
|  | Zajednički poslužitelj ima još gradiva o temi Pinija |
|  | Wikivrste imaju podatke o taksonu Piniji             |